# 羅馬市長
罗马市长（義大利語： sindaco di Roma）是意大利羅馬的最高行政負責人，第二次世界大战後，市长由市议会选出。 1993年，市长開始由人民直接选举產生。 2001年，市長选举由每4年一次改为每5年一次，同時罗马市长還必須是罗马市议会的議員。